# 11796 Nirenberg
11796 Nirenberg este un asteroid din centura principală de asteroizi.

## Descriere
11796 Nirenberg este un asteroid din centura principală de asteroizi. A fost descoperit pe 21 februarie 1980 la Observatorul de Astrofizică din Crimeea de Liudmila Karacikina. Asteroidul prezintă o orbită caracterizată de o semiaxă mare de 2,38 ua, o excentricitate de 0,20 și o înclinație de 4,7° în raport cu ecliptica.